# Свободолюбие (Гёте)
«Свободолю́бие», или «Свободомы́слие», «Свобо́дный дух» (нем. Freisinn) — стихотворение Иоганна Вольфганга Гёте. Написано в 1815 году. Было опубликовано в 1819 году в сборнике Гёте «Западно-восточный диван». На его написание Гёте вдохновила ингушская поговорка, которую записали Мориц фон Энгельгардт и Фридрих Паррот после совершения ими поездки на Кавказ в 1811 году. Она приводилась в главе под названием «Посещение Энгельгардтом Галга-Ингушей», опубликованной Йозефом фон Хаммером в издаваемом им сборнике «Сокровищницы Востока», вышедшем в 1814 году. Так, по сообщению Энгельгардта, предложение о покорности один всадник-ингуш отверг словами: «Над моей шапкой я вижу только небо».

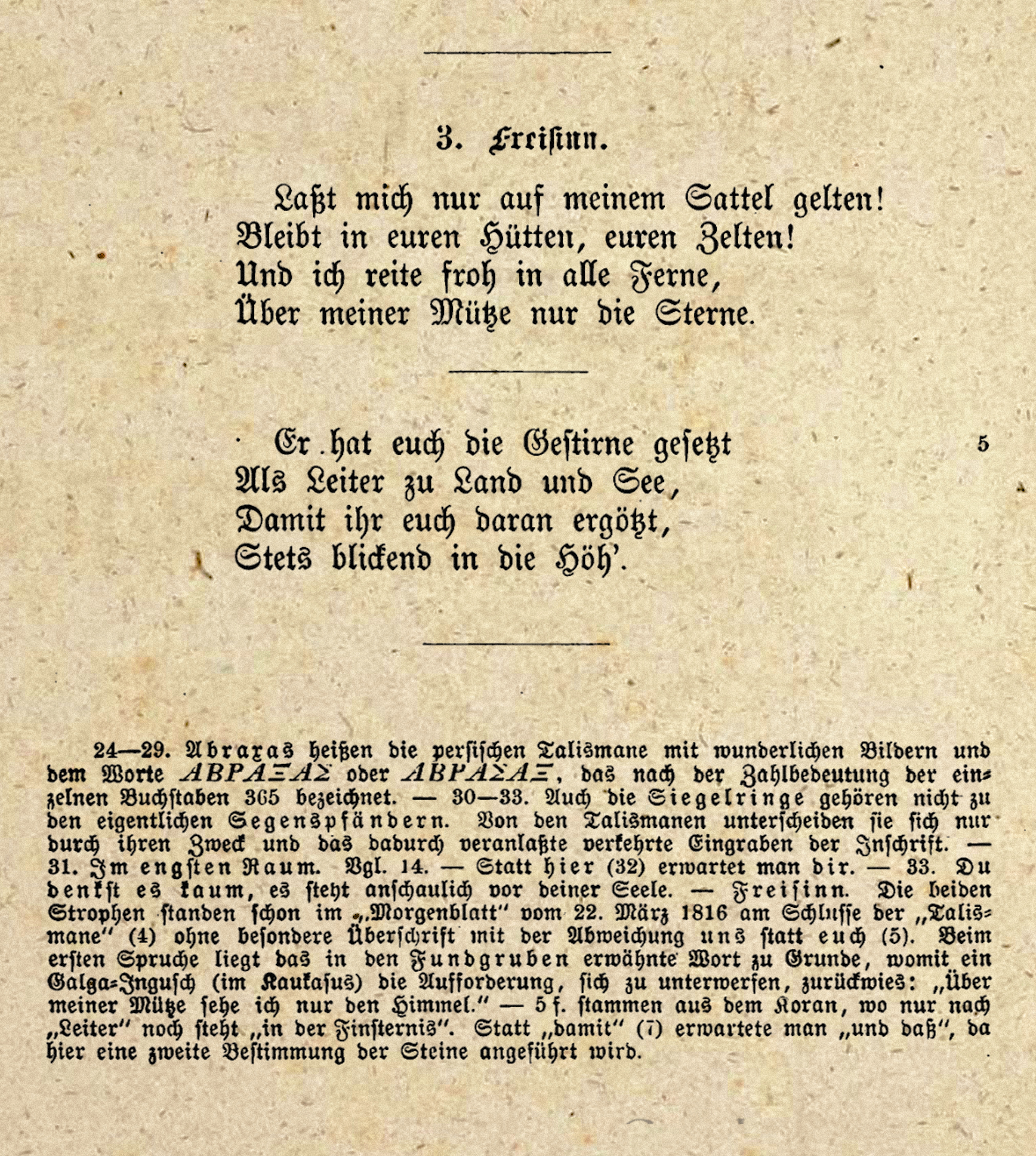
«В первом выпуске журнала „Morgenblatt“ 22 марта 1816 года оба изречения отнесены к следующему стихотворению „Talismane”. Первое изречение основано на упомянутых словах в Сокровищнице, которыми Галга-Ингуш (на Кавказе) отклонил предложение покориться (фразой): „Над своей шапкой я вижу только небо“.»

## Произведения
Накануне своей свадьбы в 1840 году Роберт Шуман подарил своей своей невесте Кларе роскошное издание «Миртен», составленного цикла из 26 песен, украшенных на обложке зелеными миртами, символизирующими немецкий символ брака, в котором звучала «Freisinn» как вторая композиция в этой серии.
В 2019 году в Ингушетии был снят документальный фильм «Папаха ингуша», посвященный путешествию Моритца фон Энгельгардта и последовавшего за ним произведения Гёте.